# Кубок Ліхтенштейну з футболу 1972—1973
Кубок Ліхтенштейну з футболу 1972—1973 — 28-й розіграш кубкового футбольного турніру в Ліхтенштейні. Титул здобув Бальцерс.

## Перший раунд
| Команда 1   | Рахунок | Команда 2  |
| ----------- | ------- | ---------- |
| Бальцерс    | 3–2     | Трізен     |
| Ешен-Маурен | 2–3     | Руггелль   |
| Шан         | 6–0     | Трізенберг |

Вільний від першого раунду Вадуц.

## 1/2 фіналу
| Команда 1 | Рахунок | Команда 2 |
| --------- | ------- | --------- |
| Шан       | 1–4     | Руггелль  |
| Бальцерс  | 2–1     | Вадуц     |

## Фінал
| 31 травня 1973 |

| Бальцерс | 2–1 | Руггелль |
| -------- | --- | -------- |
|          |     |          |

| Вадуц |